# Les Républicains
Pour les articles homonymes, voir LR et Les Républicains (parti allemand).
Les Républicains (LR) est un parti politique français, classé à droite sur l'échiquier politique. Issu en 2015 du changement de nom et de statuts de l'Union pour un mouvement populaire (UMP), fondée en 2002, il s'inscrit dans la continuité des grands partis conservateurs et gaullistes français : UNR, UDR, RPR et UMP.
Il est le principal parti d'opposition durant la présidence de François Hollande (PS), avant de connaître un échec avec l'élimination de François Fillon au premier tour de l'élection présidentielle de 2017. Le parti demeure la première force d'opposition parlementaire au gouvernement, cette fois-ci face à Emmanuel Macron (LREM). Il subit cependant un deuxième revers important avec l'élimination de sa candidate Valérie Pécresse dès le premier tour de l'élection présidentielle de 2022, cette dernière n'atteignant qu'un score très faible par rapport aux ambitions de son parti.
En juin 2024, le parti est secoué par la décision d'Éric Ciotti, son président, de faire alliance avec le Rassemblement national pour les élections législatives. LR n'obtient que cinquante sièges de député à l'issue des scrutins, mais douze postes ministériels, dont celui de Premier ministre, dans le gouvernement suivant. Éric Ciotti annonce finalement son départ définitif du parti le 22 septembre et fonde l’Union des droites pour la République (UDR), laissant la présidence du parti vacante. L'année suivante, Bruno Retailleau est élu président du parti.

## Histoire

### Partis gaullistes avant l'UMP
Les Républicains, à la suite de l'UMP, est un parti politique héritier d'une longue lignée de différents partis gaullistes ou proches des majorités gaullistes.
- 1947-1955 : Rassemblement du peuple français (RPF) ;
- 1955-1958 : Républicains sociaux (RS) ;
- 1958-1962 : Union pour la nouvelle République (UNR) ;
- 1962-1967 : Union pour la nouvelle République - Union démocratique du travail (UNR-UDT) ;
- 1967-1968 : Union des démocrates pour la cinquième République (UD-Ve) ;
- 1968-1976 : Union des démocrates pour la République (UDR) ;
- 1976-2002 : Rassemblement pour la République (RPR).

En 2000, le RPR lance un chantier de création d'un parti unique de la droite parlementaire : l'Union en mouvement (UEM) se donne pour tâche de préparer l'élection présidentielle de 2002, en rassemblant les tendances gaullistes, libérales et démocrates chrétiennes pour la réélection de Jacques Chirac. Cependant, le président de Démocratie libérale (DL), Alain Madelin, est candidat contre Jacques Chirac en 2002.
Le 24 avril 2002, le RPR approuve la création d'une Union pour la majorité présidentielle (UMP), destinée à soutenir Jacques Chirac pour le second tour de la présidentielle. La quasi-totalité des députés de Démocratie libérale rejoignent l'UMP, dont Jean-Pierre Raffarin qui est nommé Premier ministre le 6 mai 2002. Cette coalition remporte les élections législatives en juin 2002, avant de devenir un parti en novembre de la même année.

### L'UMP
Le 21 septembre de la même année, les assises extraordinaires de Villepinte adoptent à 86,5 % la dissolution du RPR au sein de l'UMP, nouveau parti dont les assises fondatrices — qui lui donnent le nom d'Union pour un mouvement populaire — ont lieu le 17 novembre 2002. DL ainsi qu'Écologie bleue se dissolvent également à la même date pour être fusionnées dans l'UMP.
Plusieurs partis ayant conservé leur autonomie sont associés à l'UMP dont FRS, CNIP, Parti radical, tandis que des parlementaires dissidents de l'UDF tels que Philippe Douste-Blazy la rejoignent. Le Parti radical, dirigé par Jean-Louis Borloo quitte finalement l'UMP en 2011, avant de créer l'UDI en 2012. Ce parti reste néanmoins allié à l'UMP lors de nombreuses élections.
L'UMP soutient les gouvernements nommés par Jacques Chirac entre 2002 et 2007, puis par Nicolas Sarkozy entre 2007 et 2012. Celui-ci prend le contrôle du parti à partir de la fin 2004. Dans l'opposition à partir de 2012, le parti connaît une succession de crises internes. En 2014, alors que Jean-François Copé est président du parti à la suite de son élection contestée en 2012, la révélation de l'affaire Bygmalion conduit à une démission de la direction du parti. Sortant de sa retraite politique, Nicolas Sarkozy fait campagne en vue du congrès de 2014 pour la présidence du parti, et promet, en cas de victoire, de changer le nom de l’UMP et de réformer ses statuts. Il est élu au premier tour de scrutin.

### Transformation de l'UMP en LR
C'est le nom « Les Républicains » qui est retenu par la direction du parti,,. À l’issue d'un vote des adhérents des 28 et 29 mai 2015 sur internet, la nouvelle appellation est approuvée par 83,3 %, les nouveaux statuts à hauteur de 96,3 % et la composition du nouveau bureau politique par 94,8 %, avec un taux de participation de 45,7 %,. Le changement de nom est officialisé lors du « congrès fondateur » du 30 mai au Paris Event Center, devant près de 10 000 personnes. Cependant, juridiquement, il s'agit d'un changement de nom et non pas de la création d'un nouveau parti.
Ce nouveau nom, relativement large et consensuel au sein du parti, provoque néanmoins une polémique au sein d'une partie de l'opinion publique,. Le 26 mai 2015, le tribunal de grande instance de Paris rejette le recours en référé, constitué par quatre partis ou associations de gauche et 143 particuliers et intenté contre l'utilisation du nom, estimant que « le trouble manifestement illicite et le dommage imminent ne sont pas démontrés ».
L'historien des idées François Huguenin rappelle que si, à l'origine, à la fin du XIXe siècle, ce sont plutôt les partis politiques de gauche qui ont adopté ce mot (la Gauche républicaine de Jules Ferry et Jules Grévy et l'Union républicaine de Léon Gambetta), la droite l'a également rapidement utilisé au début du XXe siècle (notamment avec la Fédération républicaine) alors que la gauche commençait à préférer dans les noms des partis le mot « socialiste » ; le mot « République » s'ancre dans la droite à partir de 1958 : Union pour la nouvelle République (UNR) puis Union pour la défense de la République (UDR) puis Rassemblement pour la République (RPR) pour incarner la défense de la Ve République créée par Charles de Gaulle.
À l'Assemblée nationale, le président du groupe parlementaire, Christian Jacob, souhaite que le groupe ne soit pas désigné sous l'abréviation « LR » mais par le nom complet « Les Républicains »,. Malgré cette volonté du parti, celui-ci est généralement abrégé « LR » dans les médias,,.

### Élections présidentielle et législatives de 2017

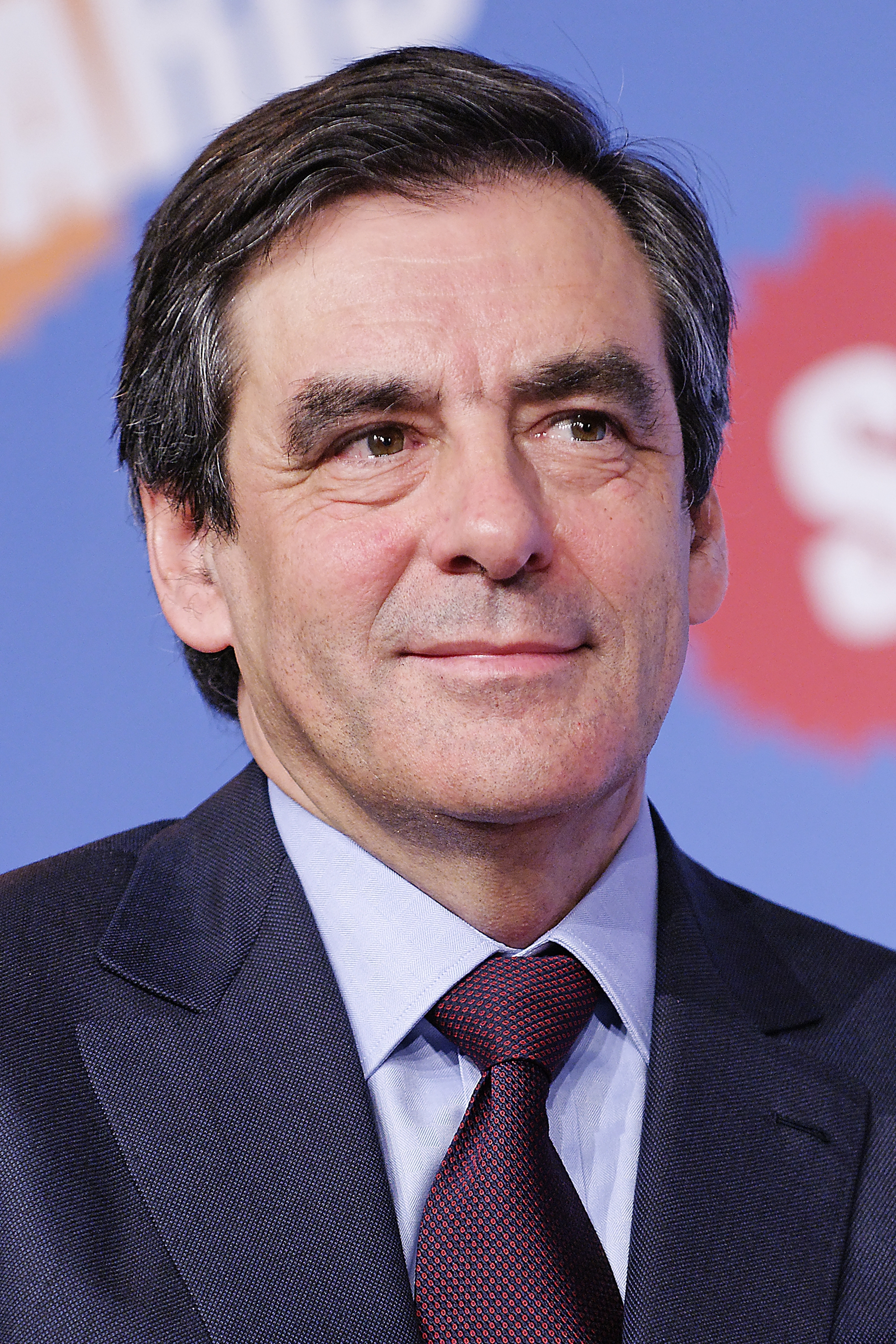
François Fillon, candidat LR à l’élection présidentielle de 2017.

Afin de désigner le candidat à l'élection présidentielle de 2017, Les Républicains organisent en novembre 2016 une primaire ouverte à tous les électeurs, sous la supervision de Thierry Solère. Sept candidats se présentent : Jean-François Copé, François Fillon, Alain Juppé, Nathalie Kosciusko-Morizet, Bruno Le Maire, Jean-Frédéric Poisson et Nicolas Sarkozy. À l’issue du premier tour, auquel participent plus de quatre millions d’électeurs, François Fillon et Alain Juppé se qualifient pour le second tour, devant Nicolas Sarkozy. Le premier l’emporte finalement avec 66,5 % des suffrages.
Donné grand favori de l'élection présidentielle, François Fillon doit faire face à des critiques sur son projet libéral-conservateur assumé, puis à une affaire politico-judiciaire de plusieurs mois, qui remet en cause la légitimité de sa candidature au sein de son camp. Il se maintient cependant et termine à la troisième position du premier tour, avec 20 % des suffrages exprimés. En vue du second tour, il appelle à soutenir Emmanuel Macron contre Marine Le Pen, tout comme la grande majorité des personnalités du parti, même si certaines refusent le « front républicain »,,, voire appellent à voter Marine Le Pen. Laurent Wauquiez ne tranche pas entre vote pour Emmanuel Macron et vote blanc. Emmanuel Macron est finalement élu et nomme Premier ministre Édouard Philippe, député et maire LR. Plusieurs élus LR signent alors une tribune dans laquelle ils indiquent souhaiter travailler avec le nouveau président, suscitant des tensions au sein du parti, où plusieurs s'y refusent. Bruno Le Maire et Gérald Darmanin sont nommés ministres.
François Baroin est désigné chef de file du parti pour les élections législatives de juin 2017. Le projet de François Fillon pour l'élection présidentielle est alors amendé concernant des sujets polémiques, notamment sur la hausse de la TVA, la suppression du nombre de fonctionnaires ou encore des sujets de santé. À l'issue du second tour de ces législatives, LR ne compte plus que 112 sièges à l'Assemblée nationale, un nombre néanmoins supérieur à ce que laissait présager le premier tour et les sondages.

### Premier quinquennat d'Emmanuel Macron
Mais les dissensions ne disparaissent pas pour autant entre les députés souhaitant œuvrer dans une démarche « constructive » à l'égard du deuxième gouvernement Philippe et ceux qui y sont beaucoup plus réticents. Douze d'entre eux, emmenés par Thierry Solère et Franck Riester, s'associent avec les seize élus UDI et quelques divers droite pour constituer un groupe autonome à l'Assemblée. Le groupe Les Républicains, réduit à cent députés, reste néanmoins le plus important groupe d'opposition à l'Assemblée nationale. Le 31 octobre 2017, le bureau politique de Les Républicains exclut les membres du gouvernement Gérald Darmanin, Sébastien Lecornu, Franck Riester et Thierry Solère, tandis qu'il « prend acte du départ » d'Édouard Philippe, que celui-ci n'a lui-même pas annoncé, mais sans toutefois l'exclure formellement du parti,. Bruno Le Maire n'était déjà plus membre de Les Républicains depuis sa nomination dans le gouvernement Philippe selon Bernard Accoyer. Le 28 novembre, plusieurs élus LR lancent un nouveau parti de droite, Agir.
L’élection interne pour la présidence du parti de décembre 2017 voit Laurent Wauquiez, tenant d'une « droite décomplexée », l’emporter avec 74,6 % des suffrages, face à la « filloniste » Florence Portelli et au « juppéiste » Maël de Calan. Plusieurs personnalités, notamment Xavier Bertrand et Nora Berra, annoncent dans la foulée leur départ du parti,. Le président de l'UDI, Jean-Christophe Lagarde indique de son côté qu'il exclut toute alliance avec LR, qu'il accuse de « dérive droitière ». En janvier suivant, Alain Juppé annonce ne pas renouveler sa cotisation au parti.
Aux élections européennes de 2019, Les Républicains enregistrent un résultat historiquement faible pour le principal parti de droite : créditée de 13 % dans les derniers sondages, la liste LR-LC-CPNT, conduite par François-Xavier Bellamy, arrive en quatrième position du scrutin, avec 8,5 % des voix. Après le scrutin, plusieurs personnalités de LR, dont Valérie Pécresse, Bruno Retailleau et Gérard Larcher, remettent en cause la ligne prônée par Laurent Wauquiez. Celui-ci démissionne le 2 juin de la présidence des Républicains, tandis que Valérie Pécresse et plusieurs autres élus quittent le parti,. Le congrès d'octobre 2019 voit le chiraquien Christian Jacob l'emporter sur le souverainiste Julien Aubert et sur le national-libéral Guillaume Larrivé. Le parti perd les trois quarts de ses adhérents entre 2015 et 2019, leur nombre étant passé de 238 000 à 58 000. Ce nombre remonte à 91 000 en 2021.

### Élections présidentielle et législatives de 2022
Les Républicains annoncent lors d'un congrès organisé le 25 septembre 2021 qu'ils choisiront leur candidat à l'issue d'une primaire interne (dite « fermée », par opposition à la primaire « ouverte » de 2016), appelée « congrès pour la France ». Le candidat de droite favori des sondages, Xavier Bertrand, refuse dans un premier temps un tel scrutin, avant de s'y résoudre. La primaire est organisée sous le contrôle d’un comité présidé par Christian Jacob qui valide cinq candidatures à la suite de l’obtention du nombre de parrainages d'élus requis : Michel Barnier, Xavier Bertrand, Éric Ciotti, Philippe Juvin et Valérie Pécresse,. Les adhérents placent Éric Ciotti (25,6%) et Valérie Pécresse (25,0%) en tête au premier tour, de peu devant Michel Barnier (23,9%) et Xavier Bertrand (22,6%). Les trois candidats éliminés appellent tous à voter pour Valérie Pécresse, qui remporte le second tour avec 61 % des voix des quelque 114 000 votants. Ce second tour est analysé par les médias comme un vote pour la ligne politique à suivre pendant l'élection présidentielle entre « la droite sans tabou » d'Éric Ciotti et la présidente de Soyons libres, plus modérée,.
La campagne de Valérie Pécresse commence officiellement avec son premier meeting, le 11 décembre 2021. Longtemps au coude-à-coude avec Marine Le Pen et Éric Zemmour dans les intentions de vote, elle voit progressivement l'« effet primaire » s'éroder lors de l'invasion de l'Ukraine par la Russie fin février, au bénéfice d'Emmanuel Macron. Son meeting au Zenith de Paris le 13 février est jugé par la presse comme « catastrophique ». Son débat avec Éric Zemmour le 10 mars ne lui permet pas de rebondir.
Le soir du premier tour, Valérie Pécresse obtient 4,78 % des suffrages, un score inférieur à ce que lui prédisait les sondages et qui ne permet pas au parti d'être remboursé de ses frais de campagne s'élevant à 15 millions d'euros, s'obligeant en conséquence un appel au don. Valérie Pécresse affirme également s'être endettée personnellement à hauteur de 5 millions d'euros. Cette dette laisse craindre pour la survie du parti de la droite parlementaire. De plus, Les Républicains réalisent ainsi la pire performance pour un candidat gaulliste à l'élection présidentielle. Le parti vote le lendemain une motion concernant le second tour affirmant qu’« aucune voix ne peut se porter sur Marine Le Pen » alors que Valérie Pécresse indique qu'elle votera pour Emmanuel Macron, et que Xavier Bertrand et Michel Barnier appellent explicitement au vote Macron, qui est au contraire refusé par Éric Ciotti.
Les élections législatives qui suivent confirment l'érosion de LR qui perd une cinquantaine de députés par rapport à la précédente législature, soit près de la moitié de leur groupe, ainsi que son statut de premier parti d'opposition au profit du Rassemblement national qui multiplie par onze son nombre de députés. Le parti se retrouve également dépassé en nombre par La France insoumise et l'union des partis de gauche au sein de la NUPES. Christian Jacob quitte la présidence de LR le 30 juin 2022. Annie Genevard lui succède, par intérim, à compter du 4 juillet suivant. Un nouveau congrès, incluant une élection d'un nouveau président des Républicains est prévu début décembre 2022. Éric Ciotti, Bruno Retailleau et Aurélien Pradié décident chacun de leur côté de se présenter à la présidence du parti. Éric Ciotti est élu président du parti le 11 décembre 2022.

### Deuxième quinquennat d'Emmanuel Macron
Malgré la chute du nombre d'élus du parti à l'Assemblée, la situation de majorité relative de la coalition présidentielle positionne LR comme « faiseurs de rois » pour faire adopter les textes de la majorité, notamment sur les sujets liés à l'immigration et la sécurité. Le refus de la majorité des députés Les Républicains de voter une motion de censure en réponse à l'utilisation multiples de l'article 49.3 permet au gouvernement Borne de se maintenir en place.
Lors des élections sénatoriales de 2023, le parti perd douze sénateurs, notamment aux profits des communistes et écologistes, mais l'équilibre des forces à la chambre haute reste toutefois en sa faveur, permettant la reconduction de Gérard Larcher à sa tête,. En décembre 2023, après l'adoption d'une motion de rejet de la version du projet de loi immigration du gouvernement Borne, Les Républicains parviennent à imposer en commission mixte paritaire une version proche de celle votée par le Sénat, plus répressive, en retirant toutefois la suppression de l'aide médicale d'état après l'engagement de la Première ministre d'un débat sur le dispositif au début de l'année 2024 ; grâce aux voix du Rassemblement national et de la majorité, le texte est adopté par les deux chambres du Parlement.
Après la nomination de Gabriel Attal au poste de Premier ministre, Rachida Dati est nommé ministre de la Culture au sein de son gouvernement, provoquant ainsi le transfuge d'une figure des Républicains,. Éric Ciotti annonce dans la foulée son exclusion et écarte tout vote de confiance pour le gouvernement Attal mais maintient aussi le refus du parti de déposer ou de voter une motion de censure.
Lors des élections européennes de 2024, le parti réfléchit et spécule sur son avenir, évoquant l'hypothèse d'une future alliance avec la macronie. Plusieurs membres sont partagés sur le sujet : Laurent Wauquiez est hostile à toute coalition, mais Gérard Larcher ne fait pas vraiment taire les spéculations. Quant à Éric Ciotti, il se pose en adversaire de la macronie mais ne dit pas « jamais de la vie ».

### Crise interne pour les élections législatives de 2024
Le mardi 11 juin 2024, surlendemain de la dissolution de l'Assemblée nationale par Emmanuel Macron et alors que le dépôt des listes aux législatives anticipées doit être fait dans la semaine, Éric Ciotti annonce que Les Républicains noueront une « alliance avec le Rassemblement national », événement « orchestré » par « les médias de Vincent Bolloré ». La veille, ce dernier en a finalisé l'organisation au siège de son empire des médias, avec Éric Ciotti, qui n'en a encore rien dit dans son propre parti, sans prévenir ni consulter les élus ni le conseil national. Cette alliance est souhaitée depuis des mois par Vincent Bolloré, qui en « a esquissé la possibilité devant des journalistes et des éditeurs » de son groupe, et rencontré chaque été, depuis plusieurs années chez lui à Saint-Tropez, Éric Ciotti avec qui il « déjeune souvent ». Un de ses proches, le présentateur de CNews Pascal Praud, a été prévenu de la dissolution trois heures avant son annonce et avant Gabriel Attal et le gouvernement. Ce « bloc des droites, national », contre le Front populaire et Ensemble est salué par Marine Le Pen, Jordan Bardella et Guilhem Carayon, président du mouvement de jeunesse Les Jeunes Républicains.
Jordan Bardella et Éric Ciotti annoncent que « plusieurs dizaines » de candidats LR seront « soutenus » via cet « accord » mais sans préciser de noms. Sur les 61 députés sortants, seule Christelle d'Intorni le soutient. Il cite ensuite les députés européens Céline Imart et Christophe Gomart, mais la première se désolidarise plus tard. Éric Ciotti investira finalement 62 personnes dont seulement une sur deux est adhérente LR. Parmi elles, « de nombreux anciens soutiens » d'Éric Zemmour, mais aussi « des proches de Marion Maréchal Le Pen, des chroniqueurs de CNews, un porte-parole de Donald Trump en France, une ex-députée macroniste » et de « très nombreux » parachutés depuis Paris.
Gérard Larcher, président LR du Sénat et Olivier Marleix, président du groupe parlementaire LR demandent la démission d'Éric Ciotti, qui répond par « un affrontement surréaliste sur les réseaux sociaux » avec « le reste de sa famille politique ». Gauthier Le Bret, journaliste de CNews, affirme que Gérard Larcher « négocie un accord avec la majorité présidentielle », ce qu'il dément immédiatement.
Éric Ciotti conteste son exclusion du parti Les Républicains, votée à l'unanimité du bureau politique, car ce dernier doit se réunir « sur convocation du président » ou « à l’initiative d’un quart des membres du conseil national », selon les statuts. Un référé du tribunal judiciaire de Paris ordonne le 14 juin la suspension des effets des deux décisions d'exclusion prononcées contre lui les 12 et 14 juin, à condition que sa défense saisisse dans les huit jours la justice sur le fond du dossier,. Le 11 juin, il lance de concert avec Vincent Bolloré une pétition en ligne mais jugée « manifestement illicite » par Alexandre Archambault, avocat spécialisé en droit du numérique, car sans précision sur l'usage des données personnelles.

### Élections législatives de 2024 et gouvernements suivants
À l'issue des élections législatives de juin - juillet 2024, Les Républicains n'obtiennent que cinquante sièges de député.
Le 31 août, alors que la crise que traverse le parti n'a pas encore été résolue, Éric Ciotti annonce son intention de transformer le mouvement et de le rebaptiser Union des droites pour la République, faisant écho à l'ancien du parti gaulliste Union des démocrates pour la République (UDR).
Le 5 septembre, Emmanuel Macron choisit Michel Barnier comme Premier ministre. Seize jours plus tard, la composition du gouvernement est annoncée ; Les Républicains obtiennent onze postes ministériels. Le lendemain, Éric Ciotti annonce qu'il quitte définitivement le parti et la présidence de celui ci le 1er octobre 2024. Une direction collégiale intérimaire composée de François-Xavier Bellamy, Annie Genevard, Michèle Tabarot et Daniel Fasquelle est nommée le 16 octobre.
Le 12 janvier 2025, Bruno Retailleau annonce poser sa candidature pour la présidence du parti, souhaitant "parler vrai et agir vite". Le lendemain, Laurent Wauquiez annonce officiellement se porter candidat également, son camp accusant le ministre de l'Intérieur de diviser le parti. Le scrutin a lieu les 17 et 18 mai et voit une large victoire de Bruno Retailleau, avec 74% des voix,qui devient le nouveau dirigeant du parti après presque un an de crise en interne.
En vue des élections municipales de 2026, Bruno Retailleau définit LFI comme seul parti hors de l'arc républicain et défend dans le magazine Valeurs actuelles  une stratégie d'alliances de circonstances avec l'extrême-droite contre les municipalités de gauche : « Grenoble, Nantes, Lyon, Strasbourg, Tours… dans toutes ces municipalités emportées par l’alliance des gauches, il faut que la droite soit au cœur d’un bataillon de choc le plus élargi possible. Nous ne pourrons pas gagner seuls ».

## Identité visuelle

Logo de 2015 à 2023.
Logo depuis 2023.

## Courants internes et positionnement politique
Les statuts de l'UMP prévoyaient le dépôt et le vote de déclarations de principe lors des congrès. Cette possibilité est mise en œuvre et choisie par plus de 150 000 adhérents lors du Congrès de l'UMP de novembre 2012.
En avril 2015, la reconnaissance institutionnelle des courants au sein du parti n'est pas reprise dans les statuts du nouveau parti Les Républicains.
Depuis mars 2018, un « conseil des sensibilités », « instance nouvelle qui rassemble des gaullistes, des libéraux et des centristes, avec pour mission de travailler au projet du parti » est créé par Laurent Wauquiez. Jean Leonetti (vice-président, centriste) plaide à ce moment : « Nous avons un président, Laurent Wauquiez, qui n'est pas contesté. Il ne peut rassembler que dans la diversité et l'innovation ».

### Gaullistes
Depuis la création de la Ve République en 1958, les gaullistes constituent de facto la force principale de la droite française. Ils se placent dans l'héritage du général de Gaulle, dont ils mettent en avant le volontarisme politique au service de la grandeur et des intérêts du pays. D'abord regroupés au sein de l'UNR et de l'UDR, ils sont à l'origine de la création du RPR (1976).
Avec le temps, des filiations politiques s'opèrent dans les rangs néo-gaullistes, selon l'influence particulière de personnalités qui les incarnent. On peut distinguer ainsi :
- Les « chiraquiens », fidèles à l'action de Jacques Chirac et majoritaires au RPR puis à l'UMP jusqu'en 2004. Leurs représentants — parmi lesquels Alain Juppé, François Baroin, Hervé Gaymard —, un moment appelés « chiraco-villepinistes », ont gardé du général de Gaulle une approche pragmatique du pouvoir qui peut les amener, parfois inspirés aussi par le radicalisme, à défendre tantôt des idées d'inspiration libérale, tantôt des positions sociales et étatistes, mais nuancent fortement pour la plupart la geste transpartisane du gaullisme traditionnel : même si certains s'en défendent, ils ont été les artisans de l'ancrage « à droite » du gaullisme, à la suite de Georges Pompidou. Attachés à l'indépendance nationale, ils se rallient à la construction politique de l'Union européenne en privilégiant la démarche intergouvernementale. Vigilants sur les enjeux militaires, diplomatiques et culturels, ils sont soucieux du rôle régulateur de l'État dans la mondialisation. Parmi eux, les gaullistes dits « légitimistes », attentifs à la question de l'autorité et au respect de la lecture gaullienne des institutions de la République, tels que Michèle Alliot-Marie (via son mouvement Le Chêne), ne perçoivent pas le libéralisme comme solution globale et apparaissent comme les lointains héritiers de la tradition bonapartiste.
- Les gaullistes sociaux ou « séguinistes » (en référence à Philippe Séguin), dont François Fillon, Roger Karoutchi et Henri Guaino. Sensibles au thème de la participation ou plus généralement au gaullisme de gauche, continuateurs du courant d'idées représenté en son temps par Louis Vallon, René Capitant ou dans une moindre mesure Jacques Chaban-Delmas, ils mettent l'accent sur une certaine forme de démocratie sociale, teintée de dirigisme, sans toutefois remettre en cause les fondements du libéralisme. Ils s'avèrent souvent progressistes sur les questions de société et comprennent une tendance cogestionnaire. Ils sont notamment présents dans le club Force républicaine de François Fillon, le Club Nouveau siècle, ainsi qu'à l'Union des jeunes pour le progrès (UJP) de Ferréol Delmas. À l'origine hostiles à une Europe supranationale et trop libérale, ils se sont, derrière Philippe Séguin, opposés au traité de Maastricht (1992). Néanmoins, ils ont évolué depuis sur cette question et certains ont fait campagne pour le « oui » lors du référendum de 2005 sur le Traité établissant une Constitution pour l'Europe. Lors de la campagne présidentielle 2017, François Fillon, vainqueur de la primaire organisée par le parti, défend l'idée d'une « France souveraine dans une Europe respectueuse des nations » tout en plaidant pour un renforcement de l’Union européenne en matière d'immigration ou de fiscalité, mais aussi pour un rapprochement avec la Russie[134].

### Centristes
Au sein du mouvement, les centristes sont essentiellement issus de l'ancienne UDF. Il s'agit de l'une des idéologies dominantes au sein des droites européennes, à l’image des partis politiques démocrates-chrétiens ailleurs en Europe, et incarne aussi la famille la plus européiste au sein du parti. Ils sont représentés par les « juppéistes » d'Alain Juppé ou bien encore avec Nathalie Kosciusko-Morizet pendant la primaire de la droite et du centre de 2016 avec leur programme prônant l'idéologie progressiste avec les similitudes proche du social-libéralisme. Idéologiquement ils sont très européens, plutôt fédéralistes (au niveau européen, mais aussi dans leur approche très « décentralisatrice » de l'organisation de l'État français) et revendiquent un libéralisme social,. Ils se placent dans l’héritage du Parti démocrate populaire, du Mouvement républicain populaire, du Centre démocrate, du Centre des démocrates sociaux et de Force démocrate. On peut classer dans cette famille les figures de Georges Bidault, de Robert Schuman, de Pierre Pflimlin, d’Alain Poher, de Jean Lecanuet, de René Monory et de Jacques Barrot.
En 2011, une partie des centristes ont quitté l'UMP derrière Jean-Louis Borloo et le Parti radical pour fonder l'Alliance républicaine, écologiste et sociale puis l'Union des démocrates et indépendants (UDI) avec d'autres formations centristes (NC, AC, LGM…). Après ce départ, les centristes de l'UMP sont représentés par Jean Leonetti qui a créé le club « République et Humanisme » qui rejoindra les libéraux dans le courant France moderne et humaniste en 2012, ou par le groupe de réflexion La France Droite de NKM. Ils se situent à l’aile gauche du parti. Ils restent proches du Mouvement démocrate, de l’Union des démocrates et indépendants et de La République en marche.[réf. souhaitée]

### Libéraux
Les libéraux réformateurs trouvent leur origine à DL (Hervé Novelli), au RPR (Patrick Devedjian) ou à l'UDF (Pierre Méhaignerie), ils sont notamment regroupés au sein du club Les Réformateurs, et des Cercles libéraux présidés par Alain Madelin. Cette famille trouve dans le libéralisme politique et économique une solution globale pour la société française. La liberté est donc leur valeur fondamentale et doit prévaloir à tous les niveaux qu'il s'agisse du développement économique, sur lequel ils mettent le plus l'accent, du champ d'intervention de l'État ou des questions sociétales (liberté individuelle). Ils rejettent l'égalitarisme, le dirigisme et encouragent les mouvements de mondialisation et de libéralisation de l'économie qu'ils estiment positifs. Cette famille constitue un soutien important de Nicolas Sarkozy qui, cependant, apparaît un peu moins libéral qu'il ne l'a été. On peut notamment citer David Martinon, ancien porte-parole de Nicolas Sarkozy, ou encore Emmanuelle Mignon, sa directrice de cabinet et l'une de ses « plumes ».
Les libéraux de centre droit (Jean-Pierre Raffarin, Hervé de Charette, Gérard Longuet, Philippe Douste-Blazy, Pierre Méhaignerie, Jean-Claude Gaudin, Jean Leonetti, Dominique Bussereau, Marc Laffineur, Dominique Dord, Luc Chatel, Bruno Le Maire, Hervé Mariton, Franck Riester, Virginie Calmels) étaient notamment regroupés au sein des groupes de réflexion Démocrate et populaire, Convention démocrate puis France moderne et humaniste. Ils sont aujourd’hui représentés par Droite Lib. Ils se placent dans la tradition orléaniste de la droite française et dans l’héritage de la Fédération nationale des républicains indépendants, du Parti républicain et de Démocratie libérale. Idéologiquement ils sont très européens, plutôt fédéralistes (au niveau européen, mais aussi dans leur approche très « décentralisatrice » de l'organisation de l'État français) et revendiquent un libéralisme économique et social. On peut également classer dans cette famille les figures d’Antoine Pinay, de Valéry Giscard d'Estaing, de Raymond Barre et d’Alain Madelin. Ils se sont majoritairement ralliés aux juppéistes lors de la primaire de la droite et du centre de 2016,.

### Conservateurs
Les conservateurs trouvent leur origine au sein du RPR, du RPF de Charles Pasqua ou du MPF et constituent l'aile la plus conservatrice du parti, avec La Droite populaire. Ils se réclament généralement de l'héritage gaulliste, dont ils retiennent essentiellement les prises de positions souverainistes et en faveur d'une « Europe des Nations », mais s'en écartent en assumant la promotion d'une droite « décomplexée ». Eurosceptique, cette tendance est souvent considérée proche de mouvements externes classés à la droite du parti, comme les partis souverainistes (MPF de Philippe de Villiers ou bien Debout la France de Nicolas Dupont-Aignan), et exprime son attachement à la prise en compte des aspirations des électeurs du Front national, tout en affirmant vouloir indéfectiblement rester dans la famille de la droite républicaine. Le positionnement patriote et souverainiste de cette tendance lui donne une influence plus grande que son poids réel au sein du parti en ce qu'elle tient un discours susceptible d'attirer les suffrages d'électeurs du Front national.
Les conservateurs regroupent aussi des libéraux patriotes, souverainistes, antieuropéistes et antimondialistes autour de la La Droite populaire et de La Droite libre. Ils défendent un libéralisme interne, une société traditionnelle fondée sur la famille (opposition au mariage entre personnes de même sexe et à l'avortement), un libre-échange modéré dans le cadre de nations, une définanciarisation de l'économie et une promotion de la libre-entreprise, un État minimum laissant place à l'innovation, à la concurrence et à la propriété privée, l'identité nationale française et un patriotisme affiché, une politique de défense forte, une politique étrangère fondamentalement isolationniste mais aussi pragmatique, une décentralisation massive et profonde afin de respecter le principe de subsidiarité, une libéralisation de l'éducation notamment grâce au chèque scolaire et au développement de l'enseignement privé hors contrat, une politique d'immigration restreinte et suivie d'une politique d'intégration assimilationniste, etc.
En décembre 2021, le Mouvement conservateur soutient la candidature d'Éric Zemmour à l'élection présidentielle française de 2022. Christian Jacob indique alors qu'« il met fin au contrat avec le Mouvement conservateur (ex-Sens commun) et que ses membres sont exclus des instances ».

### Démocrates-chrétiens
La démocratie chrétienne est un courant de pensée politique, se référant à des principes religieux, qui se développe en Europe à partir de la fin du XIXe siècle. Elle cherche à promouvoir, au sein d’une société démocratique et pluraliste, une politique inspirée du message qu’expriment les Évangiles, la doctrine sociale de l'Église et les travaux de penseurs chrétiens.
Les chrétiens conservateurs sociétaux (Christine Boutin) sont notamment rassemblés au sein du Parti chrétien-démocrate. Historiquement proches des démocrates chrétiens, ils en constituent une tendance plus affirmée dans son attachement aux valeurs catholiques, rejetant le libéralisme à la fois d'un point de vue sociétal (participation aux marches anti-IVG, opposition au PACS) et économique. Ils se caractérisent notamment par des prises de positions très sociales (par exemple le revenu universel) dans une démarche vers des catégories de populations qu'ils estiment négligées ou rejetées par la société (les détenus, sans abris…), souhaitant ainsi être les tenants d'une droite « plus humaine ».
Les idées des conservateurs, incluant un questionnement sur l'identité nationale mais aussi un renforcement des mesures de lutte contre l'immigration et l'insécurité, sont reprises — sur les conseils de Patrick Buisson — par Nicolas Sarkozy dans l'optique de prendre des voix au Front national. Ces positions ont pu créer des tensions au sein de la droite : ainsi, début 2011, un débat sur la laïcité, considéré comme anti-islam par des médias et les différents cultes, provoque des dissensions entre le ministre de l'Intérieur, Claude Guéant, le secrétaire général de l'UMP, Jean-François Copé, et le Premier ministre, François Fillon. Deux mois plus tard, un débat sur la double nationalité, reprenant des propositions de Claude Goasguen mais aussi de Marine Le Pen, oppose les députés de La Droite populaire à des élus centristes ou plus modérés comme Étienne Pinte ou Nathalie Kosciusko-Morizet.
L'historien Nicolas Lebourg estime alors que « la droite est aujourd'hui invertébrée, elle ne sait plus se différencier des autres courants de pensée pour proposer une offre politique autonome. Elle parle sans cesse de combat culturel mais n'offre pas de conception du monde qui lui soit propre, et se limite en général en cette matière à des problématiques sociétales contre la société multiculturelle […]. Elle n'a d'ailleurs pas de revue théorique, preuve que cette prétendue prétention au combat culturel n'est que slogan ».

### Restriction de l'immigration
Le parti défend une restriction de l'immigration,. Le Monde note que cette restriction passe par une remise en cause des modalités de l'État de droit français et rapproche le parti de l'extrême-droite,.

## Organisation
L'organisation repose sur une direction, un bureau politique et un conseil national.
Les statuts ont été révisés à plusieurs reprises. La version actuelle est le fruit d'une dernière révision, validée par les adhérents en 2021, dans le but de donner davantage de poids aux jeunes, qui sont représentés dans les strates dirigeantes nationales.

### Historique des dirigeants

#### Présidents
| Portrait | Nom                        | Dates du mandat  | Dates du mandat   | Notes |
| --- | -------------------------- | ---------------- | ----------------- | --- |
| Nicolas Sarkozy | Nicolas Sarkozy            | 30 mai 2015      | 23 août 2016      | Ancien président de la République. Président de l'UMP de 2004 à 2007 et de 2014 à 2015. Démissionne après l'annonce de sa candidature à la primaire française de la droite et du centre de 2016. |
| Laurent Wauquiez | Laurent Wauquiez (intérim) | 23 août 2016     | 29 novembre 2016  | Vice-président délégué du parti, il succède par intérim à Nicolas Sarkozy. Député et président du conseil régional d'Auvergne-Rhône-Alpes. |
| Vacance de la présidence du 29 novembre 2016 au 10 décembre 2017. Le candidat à la présidentielle, François Fillon, puis le secrétaire général, Bernard Accoyer, sont à la tête du parti. |                            |                  |                   | |
| Laurent Wauquiez | Laurent Wauquiez           | 10 décembre 2017 | 2 juin 2019       | Président du conseil régional d'Auvergne-Rhône-Alpes. Il est élu président dès le premier tour lors du congrès du parti, le 10 décembre 2017, face à Florence Portelli et Maël de Calan. Il démissionne après l’échec de la droite aux élections européennes de 2019.                                                                            |
| Laurent Wauquiez | Jean Leonetti (intérim)    | 2 juin 2019      | 13 octobre 2019   | Vice-président délégué du parti, il succède par intérim à Laurent Wauquiez. |
| Laurent Wauquiez | Christian Jacob            | 13 octobre 2019  | 30 juin 2022      | Président du groupe Les Républicains à l'Assemblée nationale. Il est élu président dès le premier tour lors du congrès du 13 octobre 2019, face à Julien Aubert et Guillaume Larrivé. |
| Annie Genevard | Annie Genevard (intérim)   | 30 juin 2022     | 11 décembre 2022  | Vice-présidente du parti, elle succède par intérim à Christian Jacob. |
| Éric Ciotti | Éric Ciotti                | 11 décembre 2022 | 30 septembre 2024 | Député, élu lors du congrès de 2022, face à Bruno Retailleau et Aurélien Pradié. Etant contesté en interne sur son alliance avec le RN lors des élections législatives anticipées de 2024, il démissionne de son poste et quitte le parti le 30 septembre 2024 après avoir créé un groupe dissident à l'Assemblée nationale et un nouveau parti. |
| Direction collégiale (François-Xavier Bellamy, Annie Genevard, Michèle Tabarot, Daniel Fasquelle)                                                                                         |                            |                  |                   | |
| Bruno Retailleau | Bruno Retailleau           | 18 mai 2025      | En cours          | Ministre d'État depuis le 23 décembre 2024 et ministre de l'Intérieur depuis le 21 septembre 2024. |

#### Vice-présidents délégués
| Portrait                   | Nom                        | Dates du mandat  | Dates du mandat  | Notes |
| -------------------------- | -------------------------- | ---------------- | ---------------- | --- |
| Nathalie Kosciusko-Morizet | Nathalie Kosciusko-Morizet | 30 mai 2015      | 15 décembre 2015 | Nommée par Nicolas Sarkozy. Elle est évincée de la direction en raison de sa prise de position contre la politique électorale du parti pour le second tour des élections régionales de 2015.                                                                                                  |
| Laurent Wauquiez           | Laurent Wauquiez           | 15 décembre 2015 | 10 décembre 2017 | Nommé par Nicolas Sarkozy. Il assure l'intérim de la présidence durant la primaire française de la droite et du centre de 2016. Il est élu président du parti le 10 décembre 2017. |
|                            | Virginie Calmels           | 13 décembre 2017 | 17 juin 2018     | Nommée par Laurent Wauquiez. Elle est limogée en raison de ses prises de positions contre celui-ci. |
| Jean Leonetti              | Jean Leonetti              | 17 juin 2018     | 23 octobre 2019  | Il assure l’intérim de la présidence du 2 juin au 13 octobre 2019, à la suite de la démission de Laurent Wauquiez. |
| Guillaume Peltier          | Guillaume Peltier          | 23 octobre 2019  | 6 juillet 2021   | Nommée vice-président délégué par Christian Jacob. Il est rétrogradé au statut de simple vice-président le 6 juillet 2021 puis le 7 décembre 2021 il est démis de sa fonction par Christian Jacob après un tweet où il se demandait « comment rester insensible » au discours d'Éric Zemmour. |
| Annie Genevard             | Annie Genevard             | 6 juillet 2021   | 18 janvier 2023  | Nommée vice-présidente déléguée par Christian Jacob. À ce titre, elle assure l’intérim de la présidence à partir du 4 juillet 2022, à la suite de la démission. |
|                            | Aurélien Pradié            | 18 janvier 2023  | 18 février 2023  | Nommé vice-président exécutif par Éric Ciotti. Il est démis de ces fonctions un mois plus tard à la suite de son opposition intransigeante à la réforme des retraites, soutenue par la direction du parti.                                                                                    |
|                            | François-Xavier Bellamy    | 18 janvier 2023  | En fonction      | Nommé vice-président exécutif par Éric Ciotti. Il est reconduit dans cette fonction par Bruno Retailleau. |

#### Secrétaires généraux
| Portrait         | Nom              | Dates du mandat  | Dates du mandat  | Notes |
| ---------------- | ---------------- | ---------------- | ---------------- | --- |
| Laurent Wauquiez | Laurent Wauquiez | 30 mai 2015      | 15 décembre 2015 | Secrétaire général de l'UMP depuis décembre 2014, il conserve la même fonction lors de la création du parti. Député et ancien ministre.                                                                                               |
| Éric Woerth      | Éric Woerth      | 15 décembre 2015 | 29 novembre 2016 | Nommé par Nicolas Sarkozy fin 2015. Il quitte son poste après la primaire du parti en novembre 2016. Député et ancien ministre. |
| Bernard Accoyer  | Bernard Accoyer  | 29 novembre 2016 | 13 décembre 2017 | Ancien député et ancien président de l'Assemblée nationale. Nommé par François Fillon après sa victoire lors de la primaire présidentielle, il est à la tête du parti jusqu'au 10 décembre 2017 et l'élection d'un nouveau président. |
| Bernard Accoyer  | Annie Genevard   | 13 décembre 2017 | 23 octobre 2019  | Députée élue dans la 5e circonscription du Doubs, proche de François Fillon, elle est nommée à ce poste par Laurent Wauquiez après son élection à la présidence du parti.                                                             |
| Bernard Accoyer  | Aurélien Pradié  | 23 octobre 2019  | 18 janvier 2023  | Député du Lot, il est nommé par Christian Jacob après son élection à la présidence du parti. |
|                  | Annie Genevard   | 18 janvier 2023  | 22 mai 2025      | Elle est nommée par Éric Ciotti après son élection à la présidence du parti. |
|                  | Othman Nasrou    | 22 mai 2025      | En fonction      | Il est nommé par Bruno Retailleau après son élection à la présidence du parti. |

#### Trésoriers
| Portrait         | Nom              | Dates du mandat | Dates du mandat | Notes |
| ---------------- | ---------------- | --------------- | --------------- | --- |
| Daniel Fasquelle | Daniel Fasquelle | 30 mai 2015     | 22 mai 2025     | Nommé trésorier de l'UMP en 2014 par Nicolas Sarkozy, il est maintenu à ces fonctions lors de la création des Républicains en 2015. |
|                  | Pierre Danon     | 22 mai 2025     | En fonction     | Il est nommé par Bruno Retailleau après son élection à la présidence du parti.                                                      |

### Direction
À l'occasion du changement de nom et de statuts, le président Nicolas Sarkozy désigne Nathalie Kosciusko-Morizet en tant que vice-présidente déléguée et numéro deux, Laurent Wauquiez comme secrétaire général, Éric Woerth assurant le poste de délégué général au projet présidentiel du parti avec Isabelle Le Callennec comme déléguée générale adjointe au projet, Sébastien Huyghe et Lydia Guirous, porte-parole, Luc Chatel et Brice Hortefeux en tant que conseillers politiques.
Le 5 juin, Nicolas Sarkozy désigne 25 nouveaux membres à la direction du parti. Ainsi Valérie Pécresse est désignée comme la « coordonnatrice des élections régionales », secondée par Guillaume Peltier. Maud Fontenoy est nommée déléguée à l'environnement. L'économiste Christian Saint-Étienne, ancien membre de l'UDI, est nommé au poste de délégué à l'économie. Olivier Dassault est nommé président du comité des entrepreneurs, afin de permettre à ces derniers de participer à l'élaboration du projet présidentiel. Édouard Courtial est conseiller politique aux côtés de Brice Hortefeux et Luc Chatel. Bérengère Poletti est secrétaire générale adjointe aux fédérations professionnelles. L'ancien ministre Roger Karoutchi est délégué à la riposte. La commission nationale d'investiture sera présidée par Christian Estrosi. Valérie Debord avec Madeleine de Jessey, leader de l'association Sens commun sont responsables des programmes de formation,. Le 11 juin, Nicolas Sarkozy complète la direction du parti avec des délégués nationaux dont Thierry Mariani, délégué national aux Français de l'étranger, assisté de Christophe-André Frassa. Jean Rottner est responsable des élus locaux et secrétaire général du comité des maires.
Après les élections régionales, le 15 décembre 2015, Nicolas Sarkozy annonce une modification de l'organigramme de Les Républicains. Laurent Wauquiez devient vice-président délégué et numéro deux à la place de Nathalie Kosciusko-Morizet, Isabelle Le Callennec devient vice-présidente et Éric Woerth secrétaire général. Le mois suivant, Guillaume Larrivé, Guillaume Peltier, Valérie Debord et Brigitte Kuster deviennent porte-paroles du parti ; critiquant « l'entourage » et la « méthode » de Nicolas Sarkozy, Gérald Darmanin annonce pour sa part qu'il quitte son poste de secrétaire général adjoint. En septembre 2016, Bérengère Poletti et Annie Genevard sont également nommées porte-parole du parti.
Fin août 2016, après l'entrée en campagne de Nicolas Sarkozy pour la primaire présidentielle des Républicains, Laurent Wauquiez lui succède par intérim au poste de président.
Fin novembre 2016, Bernard Accoyer est nommé par François Fillon au poste de secrétaire général, après sa victoire lors de la primaire présidentielle. Laurent Wauquiez devient premier vice-président, en tandem avec Isabelle Le Callennec. Gérald Darmanin et Annie Genevard sont nommés secrétaires généraux adjoints. Un comité politique est créé (composé de Gérard Larcher, Christian Jacob, Virginie Calmels, François Baroin, Nathalie Kosciusko-Morizet, Thierry Solère, Jean-Frédéric Poisson et Jean-François Copé et où sont membres de droit les secrétaires généraux et les vice-présidents), délibérant de la même façon que le bureau politique. Jean-François Lamour devient président de la commission d'investiture, secondé par deux vice-présidents, Roger Karoutchi et Alain Marleix. Le 21 décembre, Valérie Boyer est nommée porte-parole.
Le 4 avril 2017, Éric Ciotti est nommé secrétaire général adjoint du parti, en remplacement de Gérald Darmanin, démissionnaire depuis le 5 mars, à la suite de l'affaire Fillon.
Après la victoire de Laurent Wauquiez lors du congrès de 2017, une nouvelle direction est annoncée le 13 décembre : Virginie Calmels devient première vice-présidente et vice-présidente déléguée, Guillaume Peltier deuxième vice-président, Damien Abad troisième vice-président, Annie Genevard secrétaire générale, Geoffroy Didier secrétaire général délégué chargé notamment de la stratégie de communication et du porte-parolat, Julien Aubert secrétaire général adjoint chargé de la formation, Valérie Boyer secrétaire générale adjointe chargée des relations avec la société civile, Mathieu Darnaud secrétaire général adjoint chargé des élus locaux, Fabien Di Filippo secrétaire général adjoint chargé des adhésions, Virginie Duby-Muller secrétaire générale adjointe chargée des fédérations, Sophie Primas secrétaire générale adjointe chargée des relations avec les parlementaires, Lydia Guirous, Gilles Platret et Laurence Sailliet porte-paroles.
Virginie Calmels est remplacée par Jean Leonetti le 17 juin 2018.
Début juillet 2021, Annie Genevard devient vice-présidente déléguée de LR, soit la no 2 du parti, en remplacement de Guillaume Peltier. Dans la foulée, Agnès Evren est nommée porte-parole du parti, en tandem avec Gilles Platret.

### Bureau politique
D'après les statuts de 2015, le bureau politique du parti est composé de 115 membres contre 61 pour l'ancienne UMP. L'ensemble des composantes du parti doit y être représenté. Dix-sept personnalités en sont membres de droit, avec les trois premiers dirigeants du parti (président, vice-président et secrétaire général), auxquelles s'ajoutent les anciens Premiers ministres et les anciens présidents du Sénat et de l'Assemblée nationale. Dix-huit personnalités sont des « membres invités permanents ». Enfin, trois collèges viennent compléter le bureau et sont composés comme suit : cinquante parlementaires, vingt élus non parlementaires et dix représentants des fédérations,.

### Conseil national
Le Conseil national détermine, dans l’intervalle des sessions du Congrès, les orientations politiques du Mouvement. Il veille au bon fonctionnement du mouvement. En 2015, le Conseil national est présidé par Jean-Pierre Raffarin. Luc Chatel lui succède le 13 février 2016, jusqu'à sa démission, le 2 novembre 2017. Tous deux quittent la vie politique, le premier en juin 2017, le second en novembre de la même année. Le Conseil national est par la suite présidé successivement par Jean Leonetti de 2018 à 2019, puis Annie Genevard de 2019 à 2023, puis Rachida Dati de 2023 à 2024. En 2025, Michel Barnier est nommé président.
| Portrait | Nom                  | Dates du mandat | Dates du mandat | Notes |
| -------- | -------------------- | --------------- | --------------- | --- |
|          | Jean-Pierre Raffarin | 2015            | 2016            | Ancien Premier ministre de 2002 à 2005, il est nommé président du Conseil national en 2015 par Nicolas Sarkozy. Il démissionne en 2016 et soutient la candidature d'Alain Juppé lors de la primaire présidentielle. Il se retire finalement de la vie politique en 2017. |
|          | Luc Chatel           | 2016            | 2017            | Il est nommé président du Conseil national par Nicolas Sarkozy. Il démissionne en 2017 après l'élection de Laurent Wauquiez à la présidence du parti et annonce quitter la vie politique. |
|          | Jean Leonetti        | 2018            | 2019            | Il est nommé président du Conseil national par Laurent Wauquiez et devient également vice-président délégué du parti. Après la démission de Laurent Wauquiez, il devient président du parti par intérim et quitte ses fonctions à la suite de l'élection de Christian Jacob. |
|          | Annie Genevard       | 2019            | 2023            | Elle est nommée présidente du Conseil national par Christian Jacob. Elle cumule cette fonction avec celle de vice-présidente déléguée du parti entre 2021 et 2023. Après la démission de Christian Jacob, elle devient présidente du parti par intérim jusqu'à l'élection d'Éric Ciotti. Elle quitte sa fonction en 2023 lorsqu'elle est nommée par ce dernier secrétaire générale du parti. |
|          | Rachida Dati         | 2023            | 2024            | Elle est nommée présidente du Conseil national par Éric Ciotti. Elle quitte le parti en 2024 après sa nomination comme Ministre de la Culture dans le gouvernement Attal. |
|          | Michel Barnier       | 2025            |                 | Ancien Premier ministre en 2024, il est nommé président du Conseil national par Bruno Retailleau. |

### Congrès
Le congrès, qui constitue l'assemblée générale de LR, regroupe les adhérents à jour de cotisation et délibère sur l’action générale et les orientations politiques du parti.

### Les Jeunes Républicains
Les Jeunes Républicains rassemblent les adhérents du parti Les Républicains âgés de 16 à 29 ans jusqu'en 2021, puis de 16 à 34 ans. Le mouvement a à sa tête, un président élu pour deux ans. Tous les adhérents du parti rentrant dans cette catégorie d'âge sont inscrits automatiquement chez les Jeunes Républicains. Une fois le cap des 35 ans atteint, les adhérents sont radiés du mouvement de jeunesse.
Son fonctionnement repose sur une organisation décentralisée. Ce fonctionnement est confirmé en 2004 avec l'établissement de statuts garantissant l'élection du président des Jeunes Républicains par les conseillers nationaux des Jeunes Républicains (CNJR), eux-mêmes élus par l'ensemble des adhérents.
Au niveau local cependant, les responsables départementaux jeunes (RDJ) sont nommés par le président des Jeunes Républicains en accord avec le secrétaire départemental de la fédération Les Républicains. Un responsable départemental ne peut donc être nommé si le parti ne le souhaite pas. Inversement, le RDJ ne peut pas être nommé sur ordre du secrétaire départemental. Dans la réalité, il s'agit le plus souvent d'un accord entre les parties.
En 2020, sur quelque 50 000 adhérents à LR, moins de 500 ont moins de 35 ans, ce qui conduit à élargir la catégorie d'âge et à leur accorder plus de place dans les instances dirigeantes,.

### Académie Georges Mandel
En mai 2023, Éric Ciotti, président du parti, annonce la création de l'Académie Georges Mandel, une structure destinée à former de jeunes talents pour refonder l'idéologie du mouvement.

### Siège et finances

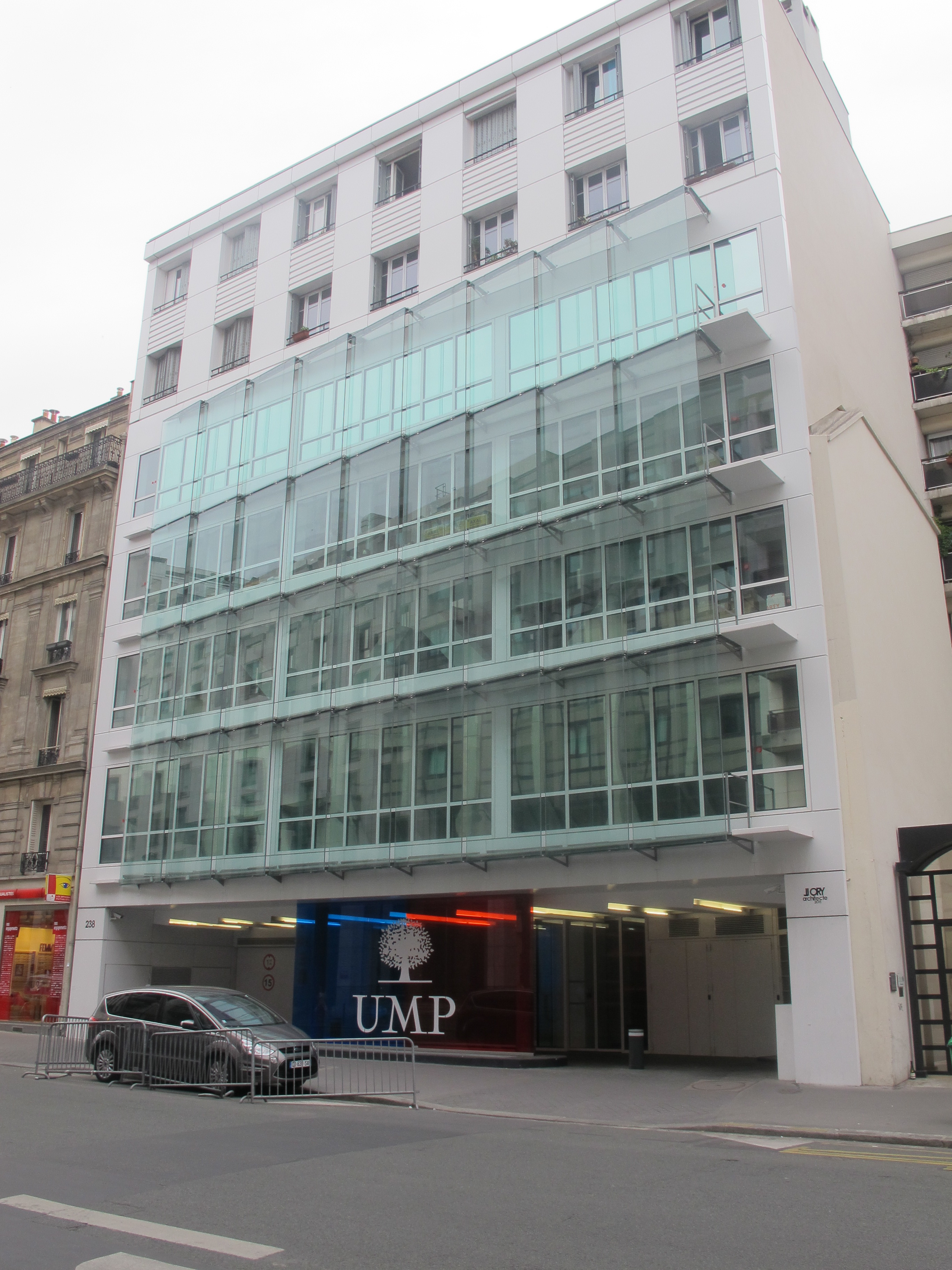
Ancien siège de l'UMP puis des Républicains, au 238, rue de Vaugirard.

À l'origine, le siège se situait 238 rue de Vaugirard (15e arrondissement de Paris), un immeuble acquis en 2010 et dont le parti est locataire depuis sa revente en février 2019.
En juillet 2017, Le Monde fait état d'une situation financière comprenant une dette à hauteur de 55 millions d'euros. Cet endettement financier, de 74 millions d'euros en 2014, est dû au coût d'acquisition du siège, aux conséquences de l'affaire Bygmalion, et à une forte baisse du nombre d'adhérents, qui n'étaient que 56 000 à avoir acquitté leur cotisation en 2019.
En novembre 2019, l'endettement est ramené à 13,2 millions d'euros, 36 millions d'euros sur les 46 de prix de cession du siège ayant été affectés au remboursement de la dette, et des économies ayant été réalisées sur les plus hauts salaires et sur les frais de personnel dont les effectifs sont passés de 101 en 2013 à 66 en 2019.
Début 2024, le parti quitte son siège de la rue de Vaugirard pour des locaux 4 place du Palais-Bourbon (7e arrondissement), face à l'une des entrées de l'Assemblée nationale,.

## Principales figures
Le parti Les Républicains compte ou a compté dans ses rangs plusieurs personnalités figures de la politique française, qui ont parfois pu occuper les plus hautes fonctions de la République :
- un ancien président de la République : Nicolas Sarkozy (2007-2012), président du parti de 2015 à 2016.
- cinq anciens Premiers ministres : Édouard Balladur (1993-1995), Alain Juppé (1995-1997), Jean-Pierre Raffarin (2002-2005), François Fillon (2007-2012) et Michel Barnier (2024).
- un président du Sénat : Gérard Larcher (depuis 2014).
- deux anciens présidents de l'Assemblée nationale : Patrick Ollier (2007) et Bernard Accoyer (2007-2012).
- deux présidents de groupes parlementaires étiquetés LR :
  - au Sénat, Mathieu Darnaud (depuis 2024) ;
  - à l'Assemblée, Laurent Wauquiez (depuis 2024).

## Résultats électoraux

### Élections présidentielles
| Année | Candidat         | Premier tour | Premier tour | Premier tour | Statut |
| Année | Candidat         | Voix         | %            | Rang         | Statut |
| ----- | ---------------- | ------------ | ------------ | ------------ | ------ |
| 2017  | François Fillon  | 7 212 995    | 20,01        | 3e           | Battu  |
| 2022  | Valérie Pécresse | 1 679 001    | 4,78         | 5e           | Battue |

### Élections législatives
| Année | Premier tour | Premier tour | Second tour | Second tour | Sièges    | Rang | Position   | Gouvernement    |
| Année | Voix         | %            | Voix        | %           | Sièges    | Rang | Position   | Gouvernement    |
| ----- | ------------ | ------------ | ----------- | ----------- | --------- | ---- | ---------- | --------------- |
| 2017  | 3 573 366    | 15,77        | 4 040 016   | 22,23       | 112 / 577 | 2e   | Opposition |                 |
| 2022a | 2 398 782    | 10,55        | 1 478 589   | 7,13        | 61 / 577  | 4e   | Opposition |                 |
| 2024b | 2 419 848    | 7,55         | 1 792 327   | 6,57        | 48 / 577  | 5e   | Minorité   | Barnier, Bayrou |

a Au sein de l'UDC.
b Candidats présentés par le parti et apparentés, sans compter ceux présenté par les LR menés par É. Ciotti en alliance avec le Rassemblement national.

### Élections sénatoriales
| Année | Sièges    | Rang | Résultat          |
| ----- | --------- | ---- | ----------------- |
| 2017  | 146 / 348 | 1er  | Majorité relative |
| 2020  | 148 / 348 | 1er  | Majorité relative |
| 2023  | 139 / 348 | 1er  | Majorité relative |

### Élections européennes
| Année | Voix      | %    | Sièges | Rang | Tête de liste           | Groupe |
| ----- | --------- | ---- | ------ | ---- | ----------------------- | ------ |
| 2019a | 1 920 407 | 8,48 | 7 / 74 | 4e   | François-Xavier Bellamy | PPE    |
| 2024  | 1 794 029 | 7,25 | 6 / 81 | 5e   | François-Xavier Bellamy | PPE    |

a Liste commune avec Les Centristes, qui obtiennent un siège.

### Élections régionales
| Année | Premier tour | Premier tour | Premier tour | Second tour | Second tour | Second tour | Conseillers | Présidents |
| Année | Voix         | %            | Rang         | Voix        | %           | Rang        | Conseillers | Présidents |
| ----- | ------------ | ------------ | ------------ | ----------- | ----------- | ----------- | ----------- | ---------- |
| 2015  | 5 827 419    | 26,85        | 2e           | 10 127 619  | 40,24       | 1er         | 818 / 1910  | 7 / 17     |
| 2021  | 4 180 278    | 28,47        | 1er          | 5 745 280   | 37,63       | 1er         | 784 / 1926  | 4 / 17     |

1. 1 2  Résultats des listes « Union de la droite et du centre » dans leur ensemble.

### Élections municipales
| Élection | Premier tour | Second tour | Villes + 100 000 hab. | Rang (villes + 100 000 hab.) |
| -------- | ------------ | ----------- | --------------------- | ---------------------------- |
| 2020     | 725 454      | 330 615     | 14 / 42               | 1er (exaequo avec le PS)     |

## Groupes parlementaires
Les Républicains disposent d'un groupe parlementaire dans chacune des deux chambres, composés des élus issus du parti :
- Le groupe Droite républicaine à l'Assemblée nationale
- Le groupe Les Républicains au Sénat

## Partis et mouvements associés

### Actuels
Les partis politiques associés actuellement à LR sont :
- Force républicaine de Bruno Retailleau (gaullisme et libéral-conservatisme[59],[183])
- La Droite sociale de Laurent Wauquiez (droite sociale et gaullisme)
- La France demain de Guillaume Larrivé (libéral-conservatisme)
- Les Gaullistes sociaux de Daniel Fasquelle (gaullisme social)
- Mouvement initiative et liberté de Christian Labrousse (gaullisme)
- Nous France de Xavier Bertrand (gaullisme social[184])
- Nouvelle Énergie de David Lisnard (libéralisme et démocratie chrétienne)
- Oser la France de Julien Aubert (gaullisme et souverainisme)
- Soyons libres de Valérie Pécresse (libéralisme[185] et europhilie[186],[187],[188])
- Union des jeunes pour le progrès d'Alexis Lorendeaux (gaullisme social)

#### Autres structures associés
- Le Rassemblement d'Alcide Ponga (mouvement régional de Nouvelle-Calédonie)
- Fondation pour l'innovation politique de Dominique Reynié (think tank libéral)

#### Autres partis indépendants mais alliés à LR
- Les Centristes d’Hervé Morin

### Anciens
Les partis politiques anciennement associés à LR sont :
- La Droite populaire, jusqu’en 2019.
- La France audacieuse, jusqu'en 2020.
- Le Mouvement conservateur, jusqu’en 2021.
- Les Amis d'Éric Ciotti, jusqu’en 2024.

#### Autres partis indépendants anciennement alliés à LR
- Mouvement démocrate, jusqu’en 2017.
- Parti chrétien-démocrate, jusqu’en 2019.
- Le Mouvement de la ruralité de Bernard Borel, jusqu’en 2021.
- Union des démocrates et indépendants d'Hervé Marseille, jusqu’en 2024.

## Publications
Les Éditions des Républicains (société d'édition du parti Les Républicains) éditent et publient plusieurs revues:
- Les Républicains Magazine, revue trimestrielle du mouvement ;
- Le Bulletin des élus locaux, mensuel à destination des collectivités territoriales ;
- Le Mouvement des Idées, revue de débats, en principe trimestrielle[190],[191].

## Affiliations internationales
Les Républicains sont membres de trois organisations dont deux internationales et une européenne :
- Union de la démocratie internationale ;
- Internationale démocrate centriste ;
- Parti populaire européen (PPE) ;
- Jeunes du Parti populaire européen (en anglais : Youth of the European People's Party, Yepp).

### Littérature primaire
- Dominique Bourg, Nathalie Kosciusko-Morizet, David Levaï, Henri Weber, et Bernard Cazeneuve, « L’écologie dans la politique. Autour de Bernard Cazeneuve », Le Débat, 2019, no 207, nᵒ 5, p. 4.

### Littérature secondaire
- Florence Haegel, Les droites en fusion: transformations de l’UMP, Paris, Presses de la fondation nationale de sciences politiques, 2012, 339 p.
- Perrineau P. et C. Ysmal (dir.), Le vote de tous les refus: les élections présidentielle et législatives 2002, Paris, Presses de la fondation nationale des sciences politiques, 2003, 444 p.
- Florence Haegel et Gérard Grunberg, La France vers le bipartisme ?: La présidentialisation du PS et de l’UMP, Presses de Sciences Po, 2007.
- Jérôme Fourquet, « Primaire à droite et au centre: Le rapport de force à un an du scrutin », Commentaire, 2015, Automn, nᵒ 3, p. 531.
- Pierre Martin, « La gauche, la droite et les élections municipales », Commentaire, 2014, Numéro 146, nᵒ 2, p. 357.
- Lucie Bargel et Anne-Sophie Petitfils, « « Militants et populaires ! » une organisation de jeunesse sarkozyste en campagne: L’activation périodique d’une offre organisationnelle de militantisme et ses appropriations pratiques et symboliques », Revue française de science politique, 2009, vol. 59, nᵒ 1, p. 51.
- Yann Raison du Cleuziou, « Un ralliement inversé ?: Le discours néo-républicain de droite depuis la Manif pour tous », Mil neuf cent, 2016, no 34, nᵒ 1, p. 125.
- Yann Raison du Cleuziou, « Sens commun : un combat conservateur entre deux fronts », Le Débat, 2018, vol. 199, nᵒ 2, p. 105.
- Laurent de Boissieu, « Droite, année triple zéro », Le Débat, 2013, vol. 176, nᵒ 4, p. 26.
- Guillaume Tabard, La malédiction de la droite, Éditions Perrin, 2019.
- Pascal Drouhaud, « L’UMP et les relations internationales », Revue internationale et stratégique, 2004, vol. 55, nᵒ 3, p. 11.
- Rémi Lefebvre, « Du PS à l’UMP: De quoi les primaires sont-elles le nom ? », Savoir/Agir, 2015, vol. 32, nᵒ 2, p. 21.
- Les Droites en France de 1815 à nos jours. Continuité et diversité d'une tradition politique, René Rémond, Éditions Aubier-Montaigne, Paris, 1954, rééditions en 1963 (La Droite en France de la première Restauration à la Ve République), 1968 et 1982,  (ISBN 2-7007-0260-3)
- Pierre Martin, « Les élections régionales de décembre 2015: Vers le tripartisme ? », Commentaire, 2016, Numéro153, nᵒ 1, p. 89.
- Les Droites aujourd'hui, René Rémond, Éditions Louis Audibert, Paris, 2005,  (ISBN 978-2-84749-050-3)
- Jérôme Pozzi, Les Mouvements gaullistes. Partis, associations et réseaux, Rennes, Presses universitaires de Rennes, 2011.
- Jean-François Sirinelli, Histoire des droites en France (direction), nouvelle édition, Éditions Gallimard, coll. « Tel »  (ISSN 0339-8560) no 342-344, Paris, 2006 (1re éd. 1993), 3 vol. : t. 1 Politique  (ISBN 2070781860) ; t. 2 Cultures  (ISBN 2070781879) ; t. 3 Sensibilités  (ISBN 2070781887)
- Gilles Richard, Histoire des droites en France : de 1815 à nos jours, Paris, Perrin, 2017, 634 p. (ISBN 978-2-262-03468-9, présentation en ligne).
- Lachaise B. (dir.), Nouveaux regards sur le gaullisme et les gaullistes, Paris, Presses de Sciences Po, 2012, 221 p.
- Jérôme Pozzi, Les mouvements gaullistes : partis, associations et réseaux, 1958-1976, Rennes, Presses universitaires de Rennes, coll. « Histoire », 2011, 390 p. (ISBN 978-2-7535-1469-0, présentation en ligne), [présentation en ligne], [présentation en ligne], [présentation en ligne].